# Carlos Alberto (football, 1978)
Pour les articles homonymes, voir Carlos Alberto.
Carlos Alberto de Oliveira Júnior, ou plus simplement Carlos Alberto (né le 24 janvier 1978 à Rio de Janeiro), est un footballeur brésilien en poste de milieu défensif.

## Biographie
Il a remporté la Coupe du monde de football des moins de 20 ans 2003 avec le Brésil.

## Palmarès
- Figueirense FC
  - Championnat de Santa Catarina en 2004 et 2006.